# Мольково (Смоленская область)
Мольково — деревня в Кардымовском районе Смоленской области России. Входит в состав Тюшинского сельского поселения. Население — 621 житель (2007 год). 

## География
Расположена в центральной части области в 3 км к юго-западу от районного центра, возле автодороги Р134 «Старая Смоленская дорога» Смоленск — Дорогобуж — Вязьма — Зубцов.
Бывшая центральная усадьба совхоза Мольково.

## История
Согласно списку населённых мест Смоленской губернии 1859 года, Мольково (Губарево) — владельческое сельцо — 10 дворов, 58 мужчин, 81 женщина, каменная одноглавая церковь во имя Успения Пресвятой Богородицы. Против западных дверей вместо колокольни — каменные входные ворота, над ними повешены три небольших звонка. Вокруг церкви была устроена деревянная ограда из круглых бревен. Церковь стояла на высоком красивом и ровном месте близ р. Большой Вопец. Построил храм в 1761 году смоленский шляхтич полковник И. С. Краевский. В 1774 г. в штате числились 1 священник, 1 пономарь, 1 дьячок; в приходи значился 91 двор. По данным 1904 г. Мольково — село, где располагались церковь и сельская школа, 4 двора, 11 мужчин, 12 женщин.

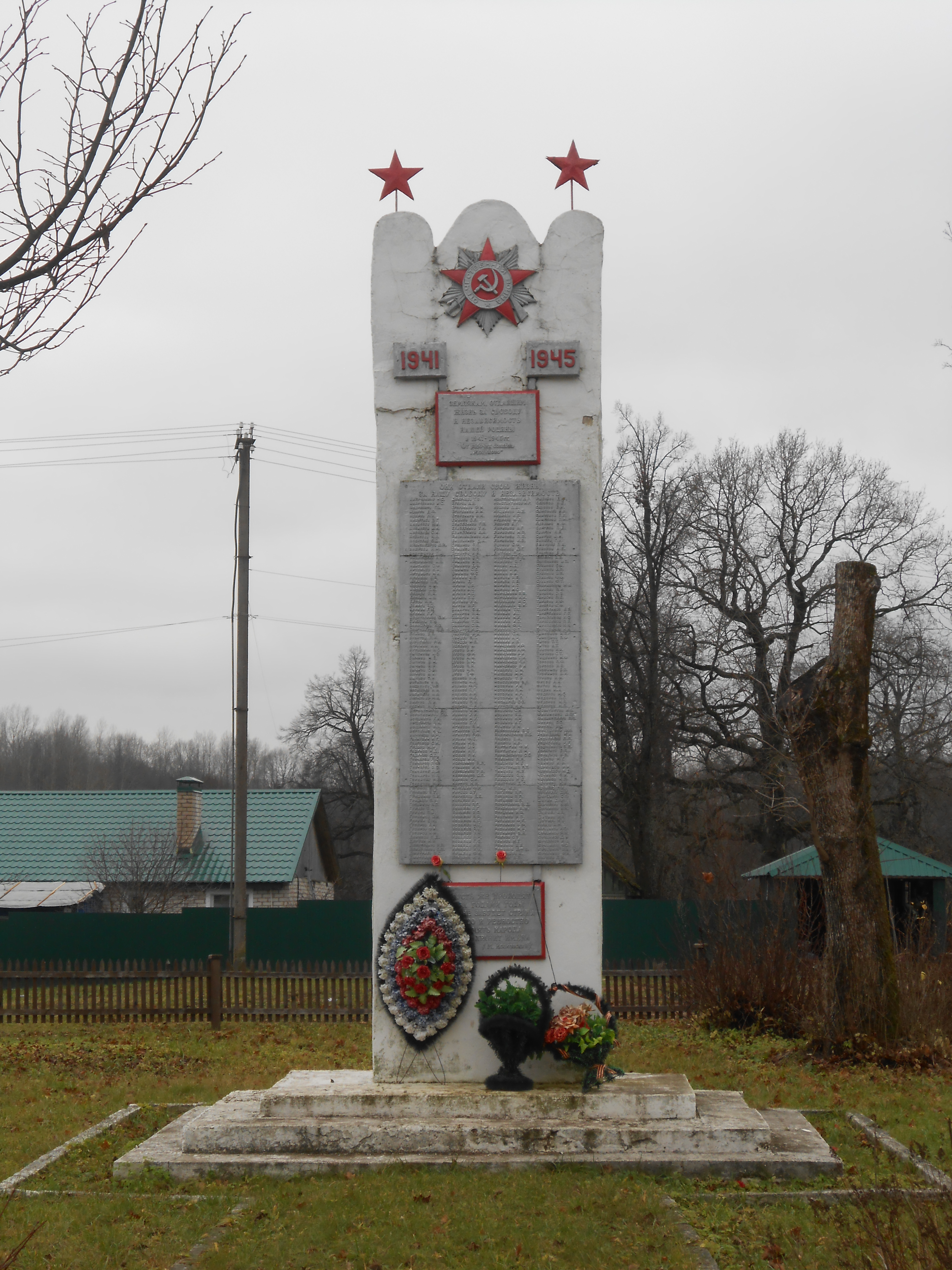
Братская могила воинов Красной Армии, погибших в 1941-1943 гг.

До Октябрьской революции Мольково было имением полковника М. М. Верховского. После национализации на базе имения в Мольково (март 1918) было создано культурно-показательное хозяйство. Было налажено животноводство и производство масла. В левой половине барского дома была открыта школа, первый её учитель — В. Флоринский.
В середине 1920-х гг. был создан совхоз. С 1930 г. Мольково — крупное свиноводческое хозяйство (до 8 тысяч свиней). С началом войны большая часть скота была увезена в тыл.
В период оккупации (1941-43) в Мольково была подпольная организация, созданная агрономом совхоза П. А. Смирновым. В деревне разместился отдел «1-С» (отдел контрразведки) 10-й танковой дивизии вермахта. С помощью предателей и немецкой контрразведки подпольная группа была раскрыта и казнена.
В Мольково в годы Великой Отечественной войны происходили массовые казни советских воинов, партизан и подпольщиков. В деревне находилась фашистская тюрьма (здание сохранилось).
После войны совхоз был восстановлен. К 1968 г. имелось 45 тракторов, 16 зерновых и 8 картофелеуборочных комбайнов, 27 автомашин и много другой техники. Построено 32 жилых дома, 17 капитальных животноводческих помещений, 9 хозяйственных и 6 культурно-бытовых зданий.
Административный центр Мольковского сельского поселения, существовавшего в 2004-2018 годах. 

## Инфраструктура
Мольковская начальная школа-детский сад.

## Достопримечательности
- Сохранилось здание бывшей фашистской тюрьмы
- Возле деревни Мольково, на берегу р. Большой Вопец, возле церкви, имеются археологические памятники — курганная группа. В 1880-х гг. насчитывалось 20 курганов, по данным местного населения их было значительно больше, но самые мелкие распаханы (осталось два) . Отмечены разнообразные по форме и размерам курганы, в том числе — длинные и круглые. В снивелированных и обследованных С. П. Писаревым обнаружены трупосожжения. В одном из курганов обнаружены три глиняных лепных сосуда с остатками сожжения. Производивший раскопки В. И. Сизов отмечал наличие смешанного обряда погребения. В курганах малых размеров трупосожжения не обнаружено. Вещей мало. В. И. Сизовым найдены две бронзовые пряжки (поврежденная лировидная и четырехугольная с вогнутым боком) и кремень. Курганы датируются IX-XI веками н. э.

## Транспорт
Деревня доступна автотранспортом. 